# Billy Mackel

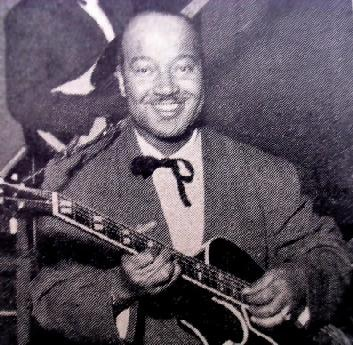
Billy Mackel

John William „Billy“ Mackel (* 28. Dezember 1912 in Baltimore; † 5. Mai 1986 ebenda) war ein US-amerikanischer Jazzgitarrist (elektrische Gitarre) und Banjo-Spieler.
Mackel spielte zunächst in der Umgebung von Baltimore Banjo und wechselte in den 1930er-Jahren zur Gitarre. Anfang der 1940er-Jahre hatte er eine eigene Band, bevor er 1944 zu Lionel Hampton ging, bei dem er mit Unterbrechungen über dreißig Jahre lang blieb und mit dem er viele Aufnahmen machte. Neben dem Spiel in der Rhythmusgruppe hatte er auch Solos und arrangierte für die Band.
Er nahm auch mit Arnett Cobb, Herbie Fields und Milt Buckner in den 1940er-Jahren auf und spielte in den 1960er-Jahren mit Billy Williams. 1977 nahm er unter eigenem Namen auf (At Last, Barclay Studio, Paris) mit Frankie Dunlop, Schlagzeug, Eddie Chamblee, Saxophon, Milt Buckner, elektronische Orgel, Michel Gaudry, Bass.

## Lexikalischer Eintrag
- Ian Carr, Digby Fairweather, Brian Priestley: Rough Guide Jazz. Der ultimative Führer zur Jazzmusik. 1700 Künstler und Bands von den Anfängen bis heute. Metzler, Stuttgart/Weimar 1999, ISBN 3-476-01584-X.